# Uniwersytecki Szpital Kliniczny im. Jana Mikulicza-Radeckiego we Wrocławiu

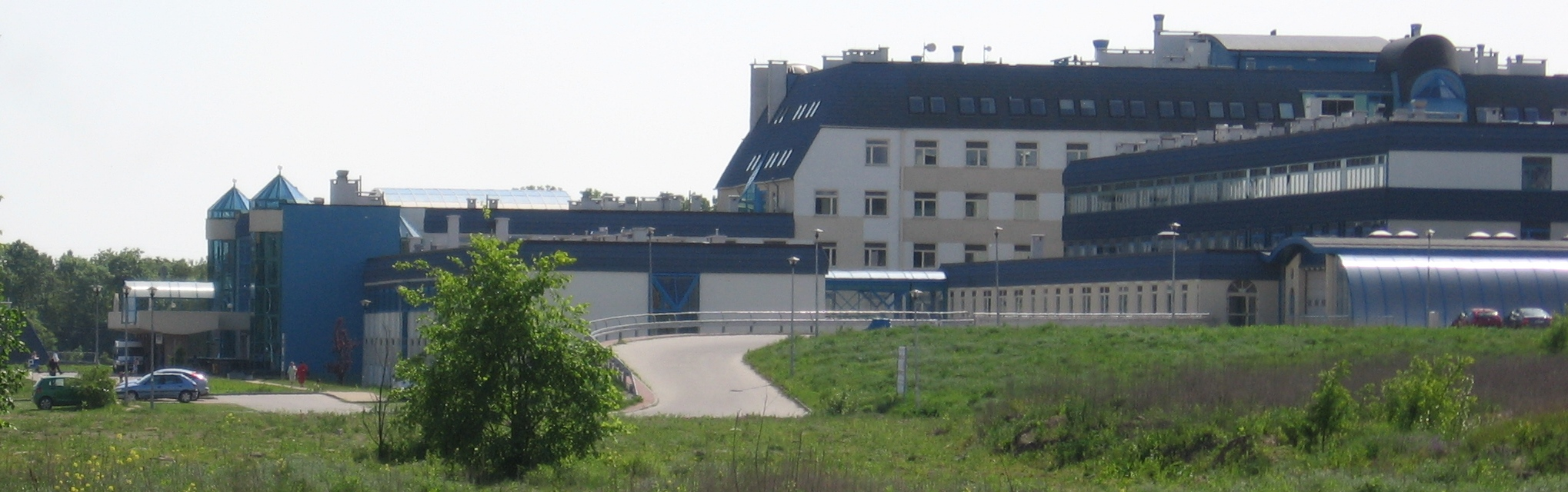
Uniwersytecki Szpital Kliniczny przy ul. Borowskiej

Uniwersytecki Szpital Kliniczny im. Jana Mikulicza-Radeckiego we Wrocławiu – wielospecjalistyczny szpital kliniczny Uniwersytetu Medycznego im. Piastów Śląskich we Wrocławiu, utworzony w 2002 w wyniku połączenia trzech uniwersyteckich szpitali klinicznych; szpital nosi imię Jana Mikulicza-Radeckiego, jednego z twórców nowoczesnej chirurgii, od 1890 profesora Królewskiego Uniwersytetu we Wrocławiu.
Uniwersytecki Szpital Kliniczny to kompleks szpitalny składający się z 25 klinik, 29 oddziałów, bloków operacyjnych, gabinetów zabiegowych, laboratoriów, 30 poradni i 15 pracowni dla pacjentów. Placówka udziela świadczenia zdrowotne z zakresu podstawowej i specjalistycznej opieki zdrowotnej, wykonując zadania badawczo-naukowe, uczestnicząc w przygotowaniu osób do wykonywania zawodu medycznego i kształcenia osób wykonujących zawody medyczne.
W 2011 oddano do użytku całodobowe sanitarne lądowisko dla śmigłowców.

## Kliniki USK
1. Klinika Anestezjologii i Intensywnej Terapii – kierownik dr hab. Waldemar Goździk, prof. nadzw.
2. Klinika Angiologii, Nadciśnienia Tętniczego i Diabetologii – kierownik prof. dr hab. Rajmund Adamiec
3. Klinika Chirurgii Małoinwazyjnej i Proktologicznej – kierownik dr hab. Jerzy Rudnicki, prof. nadzw.
4. Klinika Chirurgii Naczyniowej, Ogólnej i Transplantacyjnej – kierownik prof. dr hab. Piotr Szyber
5. Klinika Chirurgii Ogólnej i Chirurgii Onkologicznej – kierownik prof. dr hab. Wojciech Kielan
6. Klinika Chirurgii Serca – kierownik prof. dr hab. Marek Jasiński
7. Klinika Chirurgii Szczękowo-Twarzowej – kierownik dr hab. Hanna Gerber, prof. nadzw.
8. Klinika Chirurgii Urazowej i Chirurgii Ręki – kierownik dr hab. Jerzy Gosk, prof. nadzw.
9. Klinika Chorób Wewnętrznych, Zawodowych i Nadciśnienia Tętniczego – kierownik prof. dr hab. Grzegorz Mazur
10. Klinika Gastroenterologii i Hepatologii – kierownik prof. dr hab. Elżbieta Poniewierka
11. Klinika Ginekologii, Położnictwa – kierownik prof. dr hab. Mariusz Zimmer
12. Klinika Kardiologii – kierownik prof. dr hab. Andrzej Mysiak
13. Klinika Medycyny Ratunkowej – Szpitalny Oddział Ratunkowy – kierownik dr hab. Dorota Zyśko, prof. nadzw.
14. Klinika Neonatologii – kierownik dr hab. Barbara Królak-Olejnik, prof. nadzw.
15. Klinika Nefrologii i Medycyny Transplantacyjnej – kierownik prof. dr hab. Marian Klinger
16. Klinika Nefrologii Pediatrycznej – kierownik prof. dr hab. Danuta Zwolińska
17. Klinika Neurochirurgii  – kierownik dr hab. Paweł Tabakow
18. Klinika Neurologii – kierownik dr hab. Sławomir Budrewicz, prof. nadzw.
19. Klinika Okulistyki – kierownik prof. dr hab. Marta Misiuk-Hojło
20. Klinika Ortopedii i Traumatologii Narządu Ruchu – kierownik prof. dr hab. Szymon Dragan
21. Klinika Otolaryngologii, Chirurgii Głowy i Szyi – kierownik dr hab. Tomasz Zatoński, prof. nadzw.
22. Klinika Reumatologii i Chorób Wewnętrznych – kierownik dr hab. Piotr Wiland, prof. nadzw.
23. Klinika Transplantacji Szpiku, Onkologii i Hematologii Dziecięcej – kierownik prof. dr hab. Alicja Chybicka
24. Klinika Urologii i Onkologii Urologicznej – kierownik prof. dr hab. Romuald Zdrojowy
25. Klinika Chirurgii i Urologii Dziecięcej (przy ul. Borowskiej 213) – kierownik prof. dr hab. Dariusz Patkowski

## Dyrekcja Szpitala
- Dyrektor: Marcin Drozd,
- Zastępca Dyrektora ds. Medycznych: Maciej Kamiński,
- Zastępca Dyrektora ds. Pielęgniarstwa: dr Ewa Fabich,
- Zastępca Dyrektora ds. Personalnych i Jakości: Agnieszka Zdęba-Mozoła,
- Zastępca Dyrektora ds. Sprzedaży: Małgorzata Marcyjanik,
- Zastępca Dyrektora ds. Operacyjnych: Agata Lisiewicz-Kaleta,
- Główny Księgowy: Mirosława Napierajczyk.